# Santa Rita de las Flores
Santa Rita de las Flores är en ort i Mexiko.   Den ligger i kommunen Mapastepec och delstaten Chiapas, i den sydöstra delen av landet, 800 km sydost om huvudstaden Mexico City. Santa Rita de las Flores ligger 515 meter över havet och antalet invånare är 380.
Terrängen runt Santa Rita de las Flores är bergig österut, men västerut är den kuperad. Runt Santa Rita de las Flores är det ganska glesbefolkat, med 27 invånare per kvadratkilometer. Närmaste större samhälle är Mapastepec, 16,2 km söder om Santa Rita de las Flores. I omgivningarna runt Santa Rita de las Flores växer i huvudsak städsegrön lövskog.